# Elecciones federales de México de 2018
Las elecciones federales de México de 2018, oficialmente Proceso Electoral Federal 2017-2018, fueron las elecciones que se llevaron a cabo en México el domingo 1 de julio de 2018 organizadas por el Instituto Nacional Electoral (INE). Se renovaron los siguientes cargos de elección popular a nivel federal:
- Presidente de la República. Jefe de Estado y de Gobierno de México, electo por única ocasión para un periodo de cinco años y diez meses sin posibilidad de reelección. Aunque los periodos presidenciales en México duran seis años, la reforma política-electoral de 2014 estableció que la fecha de toma de posesión del presidente cambiaría del 1 de diciembre al 1 de octubre a partir de 2024, lo que resultó en la reducción del periodo constitucional 2018-2024. El candidato electo fue Andrés Manuel López Obrador.[7]
- 128 senadores. Miembros de la cámara alta del Congreso de la Unión. 96 elegidos en elecciones por estado, es decir, tres senadores electos de manera directa por cada estado de la República (dos electos por mayoría relativa y uno otorgado por el principio de primera minoría) y 32 electos por representación proporcional a partir de una lista nacional por partido. Todos ellos por un periodo de seis años a partir del 1 de septiembre de 2018 con posibilidad de reelección por un periodo adicional.
- 500 diputados federales. Miembros de la cámara baja del Congreso de la Unión. 300 elegidos por mayoría simple y 200 mediante el principio de representación proporcional a partir de cinco listas regionales por partido. Todos ellos electos para un periodo de tres años a partir del 1 de septiembre de 2018 con la posibilidad de reelección por hasta tres periodos adicionales. Ningún partido podrá tener más de 300 diputados en la cámara baja.

El INE, institución autónoma encargada constitucionalmente del desarrollo de las elecciones federales en México, declaró formalmente iniciado el proceso el 8 de septiembre de 2017, calificado como «el más grande en la historia» del país por el número de cargos en disputa y porque el mismo día de la jornada electoral federal se realizarán elecciones locales en 30 de los 32 estados de la República.

## Antecedentes
En la elección presidencial previa, realizada el 1 de julio de 2012, resultó vencedor Enrique Peña Nieto, de la coalición Compromiso por México (Partido Revolucionario Institucional y Partido Verde Ecologista de México), con 19 millones 158 mil 592 votos, frente a los 15 millones 848 mil 827 votos de su contendiente más cercano, Andrés Manuel López Obrador, de la coalición Movimiento Progresista (Partido de la Revolución Democrática, Partido del Trabajo y Movimiento Ciudadano). La victoria de Peña Nieto, ratificada por el Tribunal Electoral del Poder Judicial de la Federación (TEPJF) el 31 de agosto de ese año, significó el regreso del Revolucionario Institucional (PRI) a la presidencia luego de doce años de gobiernos panistas. El proceso electoral, sin embargo, fue objeto de críticas y acusaciones de fraude e irregularidades —compra de votos, gasto excesivo y trato mediático preferencial para Peña Nieto—. Peña Nieto, exgobernador del Estado de México —2005-2011—, encabezó las preferencias electorales con una intención de voto que variaba entre el 39 y el 54 por ciento.
Olmeda y Armesto (2013) señalan que su candidatura se apoyó en su imagen personal y en las estructuras territoriales y clientelares del partido. No obstante, el movimiento YoSoy132 llegó a poner en duda la victoria del priista. En las elecciones se registró una participación del 63 % del padrón electoral. Los autores agregan que su victoria se puede explicar a partir de tres factores: la pérdida de popularidad del entonces presidente, el panista Felipe Calderón, la capacidad del priista de evitar divisiones en el PRI y la persistente «animadversión» de algunos sectores de la sociedad a la figura de López Obrador. Ya en la presidencia, Peña Nieto alcanzó los niveles de aprobación más bajos en veinte años; el 86 % de desaprobación en enero de 2017 fue su nivel más bajo de popularidad. Respecto a las elecciones legislativas, en esa ocasión el PRI obtuvo la mayor cantidad de votos, aunque no suficientes para alcanzar la mayoría legislativa.
Aunque varió la distribución de los escaños, con base en los resultados de la elección, el PRI alcanzó 207 en la Cámara de Diputados —treinta menos que las elecciones previas de 2009— y 52 en el Senado. Por su parte, el Partido Acción Nacional (PAN) llegó a los 114 diputados y 38 senadores y el Partido de la Revolución Democrática (PRD) a los 100 diputados y 22 senadores. El Partido del Trabajo (PT), el Partido Verde Ecologista de México (PVEM), el Movimiento Ciudadano (MC) y el Nueva Alianza (PANAL) se repartieron el resto de los asientos en el Senado y la Cámara. Posteriormente, en las elecciones intermedias de 2015 —renovación de la Cámara de Diputados—, hicieron su aparición tres nuevos partidos: el Movimiento Regeneración Nacional (Morena) —creado por López Obrador—, que obtuvo 35 diputados, el Partido Encuentro Social (PES) —ocho diputados— y el Partido Humanista, que perdió el registro al no llegar al tres por ciento del total de votos. El PRI obtuvo 203 diputados, 109 el PAN, 56 el PRD, 47 el PVEM, 25 el MC, once el PANAL y seis el PT. En esa ocasión, Manuel Clouthier Carrillo se convirtió en el primer diputado federal independiente.

## Cargos

Elecciones estatales de 2018.

En estas elecciones se eligió al presidente de la República (jefe de Estado y de Gobierno de México), que comenzó su gobierno el 1 de diciembre de 2018. Por única ocasión está desempeñando su cargo por un periodo de cinco años y diez meses debido a que, con la Reforma Política-Electoral de 2014, se adelantará a partir del 2024 el comienzo de los mandatos presidenciales al 1 de octubre del año de la elección. Por lo tanto, esta será la última elección en la que la toma de posesión se realizará el 1 de diciembre.
Igualmente se renovó el Congreso de la Unión con la elección de 128 senadores (miembros de la cámara alta), tres por cada estado de la República elegidos de forma directa y 32 por una lista nacional, y 500 diputados (miembros de la cámara baja), 300 elegidos por mayoría simple y 200 por representación proporcional. Ambos comenzarán su periodo, de seis años para los primeros y de tres para los segundos, el 1 de septiembre de 2018 y conformarán la LXIV Legislatura. Por otra parte, con la Reforma Política-Electoral, a partir de estas elecciones se permite la reelección de senadores y diputados hasta por un máximo de 12 años. Es decir, cuatro periodos consecutivos para los diputados y dos para los senadores.
No obstante, en ambos casos, la reelección deberá ser por la misma vía por la que resultó elegido la vez primera. De forma simultánea, se realizarán elecciones locales en 30 estados de la República, en donde se elegirán diversos cargos, incluyendo los gobernadores de Chiapas, Guanajuato, Jalisco, Morelos, Puebla, Tabasco, Veracruz y Yucatán y el jefe de Gobierno de Ciudad de México. En este sentido, Puebla y Veracruz eligieron en 2016 gobernadores para un periodo de dos años para permitir la homologación de sus elecciones de 2018 con las federales. Por lo tanto, en 2018, se elegirán un total de 3326 cargos de elección popular a nivel nacional.

## Legislación

### Votantes
La Constitución Política de los Estados Unidos Mexicanos establece en su artículo 35 el derecho de todos los ciudadanos —mexicanos mayores de 18 años y con «un modo honesto de vivir»— a votar en las elecciones populares. En este sentido, la Ley General de Instituciones y Procedimientos Electorales determina que votar es «un derecho y una obligación que se ejerce para integrar órganos del Estado de elección popular», indica que el voto en México es «universal, libre, secreto, directo, personal e intransferible» y señala que, para ejercerlo, los ciudadanos deben estar registrados en el Registro Federal de Electores y contar con una credencial para votar.

### Sistema electoral
El sistema electoral mexicano es mixto, puesto que utiliza diversos «mecanismos para convertir los votos en puestos de representación» —mayoría relativa, representación proporcional y primera minoría—. Mientras que el presidente de México es elegido «por mayoría relativa y voto directo de los ciudadanos mexicanos», la Constitución Política establece en su artículo 52, que la Cámara de Diputados estará integrada por 300 diputados electos por «votación mayoritaria relativa» —«mediante el sistema de distritos electorales uninominales»— y 200 por el principio de representación proporcional, votados en circunscripciones plurinominales.
Por su parte, en su artículo 56 determina que la Cámara de Senadores se integra de 128 senadores, 32 electos por representación proporcional y de los restantes, tres por cada estado de la República, dos son elegidos por mayoría relativa y uno asignado a la primera minoría —candidatos del partido político que ocupe el segundo lugar en el número de votos recibidos—. El Instituto Nacional Electoral (INE) es el organismo encargado de las elecciones federales en México. En estas últimas, se encarga, entre otras cosas, de la preparación de la jornada electoral, la impresión de documentos y la producción de materiales electorales, los escrutinios y cómputos y la declaración de validez.

### Candidatos
En las elecciones tienen derecho a participar los nueve partidos políticos nacionales con registro ante el INE: PRI, PAN, PRD, PT, PVEM, MC, PANAL, Morena y PES. Estos pueden participar en solitario o en coalición. En este sentido, la Ley General de Partidos Políticos establece, en su artículo 87, que los «partidos políticos nacionales podrán formar coaliciones para las elecciones de Presidente de los Estados Unidos Mexicanos [...]», mediante «solicitud de registro del convenio de coalición» ante el órgano electoral. Por su parte, el artículo tercero de la Ley General de Instituciones y Procedimientos Electorales establece el «derecho de los ciudadanos a ser votados para todos los puestos de elección popular, teniendo las calidades que establece la ley de la materia y solicitar su registro de manera independiente, cuando cumplan los requisitos, condiciones y términos que determine esta Ley». El artículo 362 permite la participación de candidatos independientes en las elecciones presidenciales.

### Acceso a personas con discapacidad

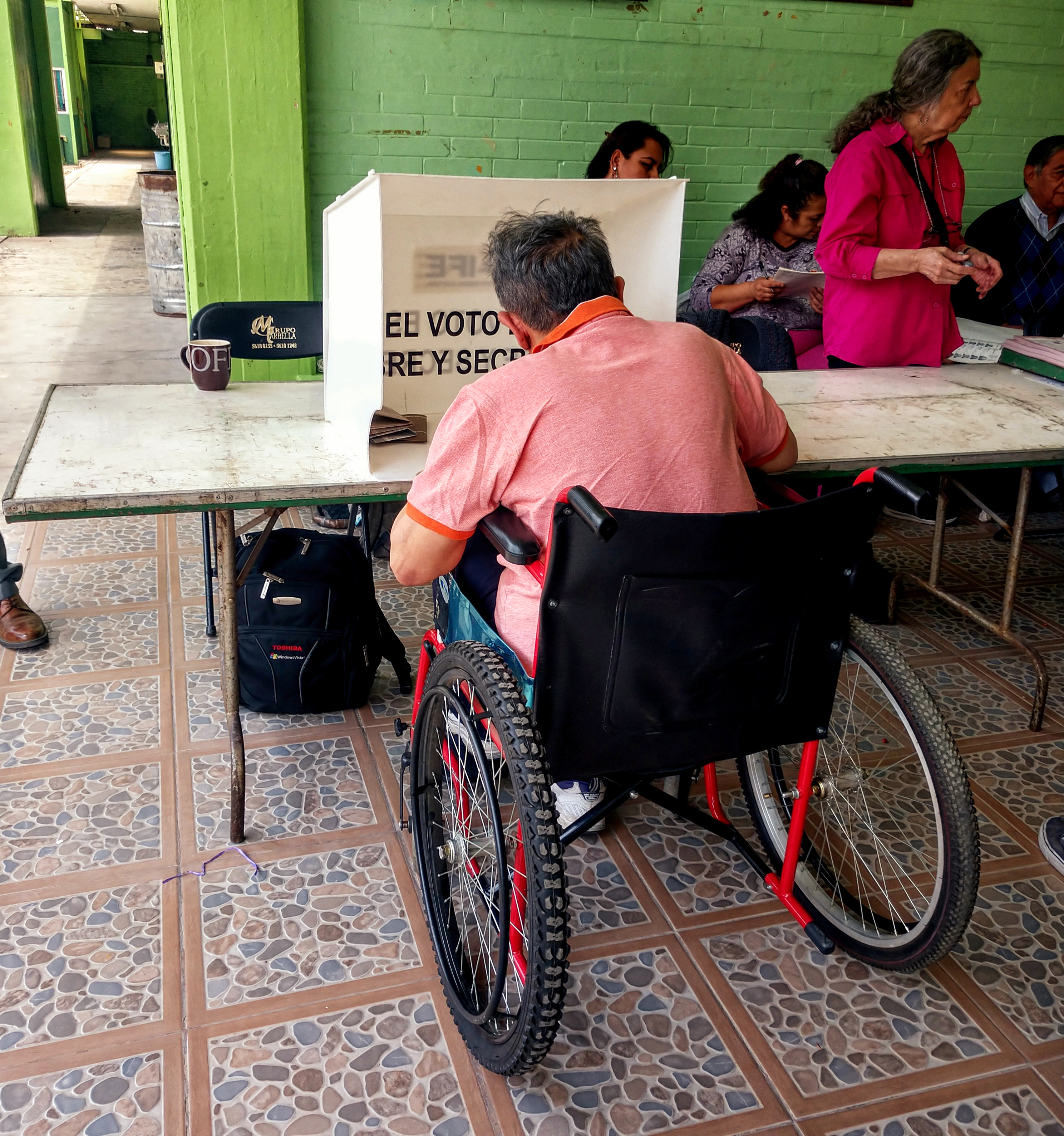
Casilla especial para personas en silla de ruedas. 1 de julio de 2018, Ciudad de México, México.

El Compromiso de Acceso a los Derechos Político-Electorales de las Personas con Discapacidad es un protocolo de inclusión, que por primera vez forma parte del proceso electoral de las Elecciones federales en México de 2018. La resolución garantiza el derecho al voto para las Personas con Discapacidad y está conformada por una serie de garantías las cuales permiten el acceso o desplazamiento libre a las casillas electorales, la asistencia en el proceso de votación y la participación en la jornada electoral por parte de estas personas.
Antecedentes
En el año 2017, el Instituto Nacional Electoral (INE) y el Consejo Nacional para Prevenir la Discriminación (CONAPRED) buscaron establecer políticas públicas en materia de participación ciudadana, las cuales fueron enfocadas en la promoción de los derechos humanos, partiendo de principios de igualdad y no discriminación. Estas políticas fueron enfocadas para los grupos vulnerables de la población mexicana en los cuales se incluyen: las Personas Indígenas, Personas Adultas Mayores, Personas con Discapacidad y Personas Trans.
Como un resultado de estos esfuerzos, el 15 de marzo de 2018, fue presentado el Compromiso de Acceso a los Derechos Político-Electorales de las Personas con Discapacidad, el cual fue elaborado en conjunto por el INE, el Tribunal Electoral del Poder Judicial de la Federación y por diversas Organizaciones Civiles.
Objetivos
A través de un decálogo, se establecieron los derechos para la población objetivo, junto con las obligaciones de las y los funcionarios de casilla. El documento se conforma por los siguientes artículos:
1. Contar con una credencial para votar con fecha vigente para el proceso de elección y estar registrado en la lista nominal.
2. Recibir apoyo de una persona de confianza para poder votar en una casilla, en caso de que el votante lo necesite.
3. Permitir el acceso a las casillas electorales con perros guía o cualquier apoyo técnico.
4. Recibir trato respetuoso de las y los funcionarios de casilla, con orientación clara y sencilla para poder votar, dirigiéndose a la Persona con Discapacidad, o a sus acompañantes, y en caso necesario otorgar más tiempo para la emisión del voto el día de la jornada electoral.
5. Contar con espacios accesibles en las casillas, los cuales cumplan con las dimensiones para la circulación y libre desplazamiento.
6. Colocar en un lugar visible un cartel de identificación para personas que requieran atención preferencial, con la finalidad de acceder a las casillas y que este sea respetado.
7. Las y los funcionarios de casilla deben conocer el material accesible, el cual debe ser adecuado y funcional para todas las personas con cualquier tipo de discapacidad.
8. Las y los funcionarios de casillas tienen derecho a ser consultadas y consultados, antes y durante el proceso electoral sobre las medidas de inclusión que deben ser tomadas.
9. Las Personas con Discapacidad pueden ejercer y promover su derecho a ser observadoras y observadores electorales.
10. Se debe presentar cualquier queja ante las autoridades competentes si se comete alguna falta en contra del derecho al voto para las Personas con Discapacidad.

## Organización

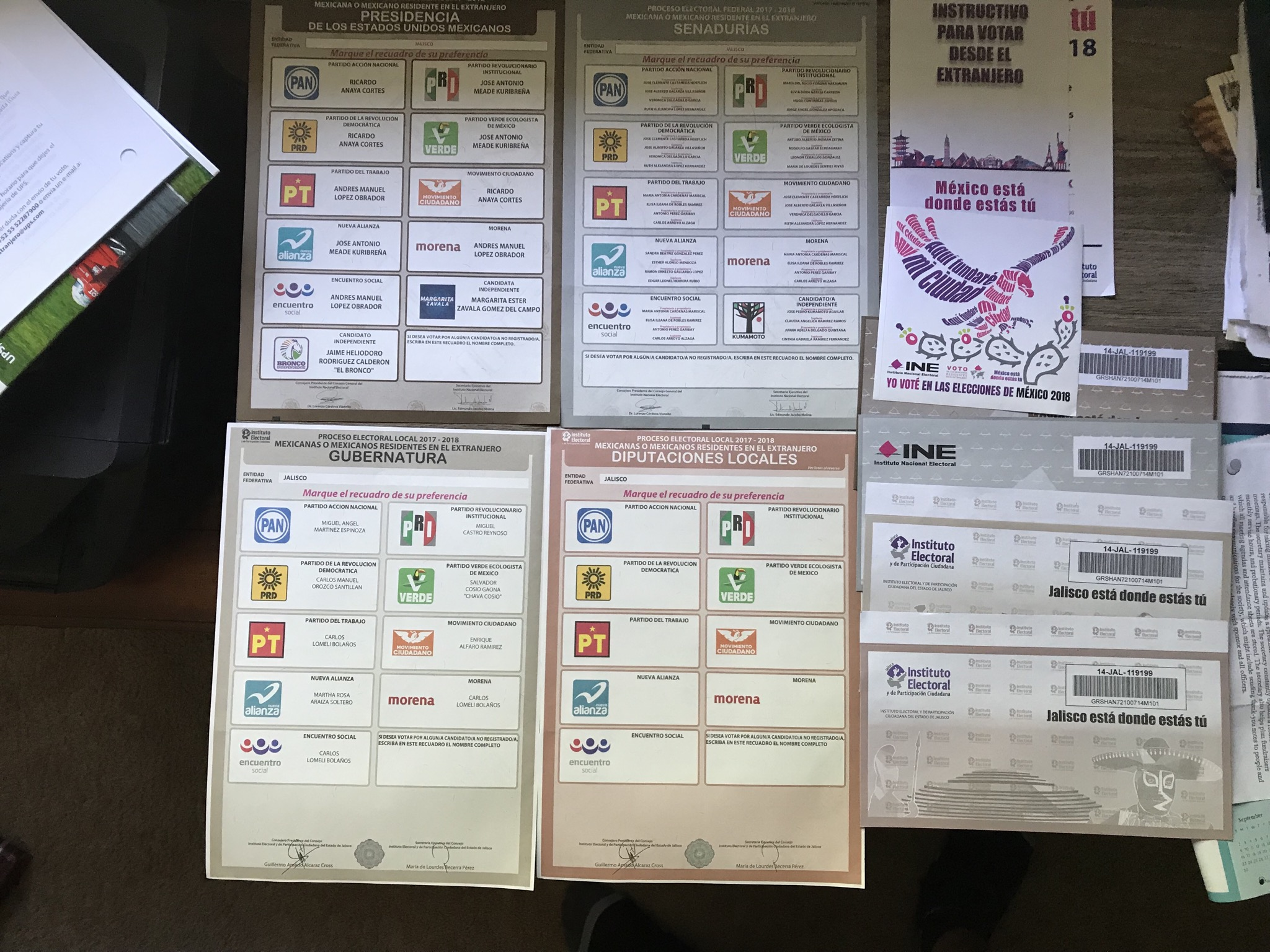
Paquete electoral que recibieron los mexicanos residentes en el extranjero.

El Proceso Electoral Federal 2017-2018 inició el 8 de septiembre de 2017. Previamente a mediados de agosto, el INE aprobó un presupuesto de 6778 millones de pesos para el financiamiento de partidos políticos y candidatos independientes. Se trata del «más alto de la historia que el Estado mexicano destinará a financiar la política», según declaró el presidente del instituto, Lorenzo Córdova. Al sumar el presupuesto de los partidos a nivel estatal, esta cifra aumenta a los 11 904 millones de pesos. Por otra parte, entre el 1 de septiembre de 2017 y el 31 de marzo de 2018 se realizará el registro de mexicanos para el voto desde el extranjero. Se estima que cada voto de este tipo tendrá un costo de más de 650 pesos.
Igualmente, a finales de agosto de 2017, el INE aprobó la homologación de tres fechas de preparación de las elecciones locales y federales. Por esta razón, tanto a nivel estatal, como federal, el 6 de febrero de 2018 se estableció como fecha límite para recabar apoyo ciudadano para candidatos independientes, cinco días después finalizarán las precampañas y el 29 de marzo se realizará la aprobación del registro de candidaturas para el proceso federal. El mismo mes de agosto, el INE solicitó un presupuesto de 25.4 mil millones de pesos para 2018. Sin embargo, en noviembre, la Cámara de Diputados recortó su presupuesto en 800 millones de pesos, otorgando al instituto 24 215 327 pesos.
Se esperan 59.7 millones de comerciales a lo largo del proceso electoral, un promedio de 304 mil por día, difundidos entre las seis de la mañana y las doce de la noche en 3111 concesionarias de radio y televisión, y protagonizados por «partidos, precandidatos, candidatos y autoridades electorales». El 31 de enero, se seleccionó a los nacidos entre febrero y marzo para conformar las mesas electorales de las elecciones. Del total de 11.4 millones de ciudadanos se elegirá a 1.4 millones para que funjan como funcionarios de casilla.

### Conteo rápido
En noviembre de 2017, el INE aprobó cambios al Reglamento de Elecciones en un intento de acelerar el conteo rápido y el Programa de Resultados Electorales Preliminares (PREP) en las horas siguientes a la elección. Sin embargo, a mediados de febrero del 2018, el Tribunal Electoral del Poder Judicial de la Federación (TEPJF) anuló parte de las modificaciones, que implicaban una apertura previa de las urnas electorales para identificar y reubicar las boletas depositadas incorrectamente. Según el tribunal, esa medida excedía «las facultades del INE» y transgredía «los principios de reserva de ley, certeza y seguridad jurídica». La situación ocasionó un «choque» entre las autoridades electorales. El INE afirmó que la anulación implicaría retrasos en el conteo rápido, lo que, a su vez, alentaría «suspicacias», generaría «incertidumbre» y permitiría «autoproclamaciones de victoria».
Por su parte, el TEPJF defendió su sentencia e indicó que abrir las urnas y reubicar las boletas «podría levantar sospechas». Posteriormente, el instituto reportó que buscaba otras alternativas para acelerar el proceso y más tarde presentó, el 22 de febrero, una «ruta alternativa» que implicaba utilizar la información presentada en las «hojas de operación de cómputo» de los funcionarios de casilla. Con esto, el INE se comprometió a dar a conocer a las 23:00 horas del 1 de julio las tendencias de votación de la elección presidencial. Este mecanismo se aprobó seis días después.

### Candidaturas independientes
Para estas elecciones se registraron 283 aspirantes a candidaturas independientes: 48 a la Presidencia, 54 al Senado y 181 para la Cámara de Diputados. Para el primer caso, los aspirantes deben recolectar 866 593 firmas (1 % de la lista nominal nacional) en 17 estados del país. En el caso de las senadurías, los candidatos deben sumar el 2% de la lista nominal estatal y pertenecientes al menos a la mitad de los distritos electorales. Finalmente, para diputaciones, se debe recolectar el 2 % de la lista nominal del distrito electoral federal y pertenecientes al menos a la mitad de las secciones electorales. Para la recolección de firmas, el INE pagó 4.8 millones de pesos para el desarrollo de la aplicación móvil «Apoyo Ciudadano INE». No obstante, la aplicación fue criticada por fallas y problemas al momento del registro de las firmas.
A inicios de diciembre, Jaime Rodríguez Calderón, gobernador de Nuevo León, fue el primer aspirante a candidato independiente a la presidencia en alcanzar la cifra mínima de 866 000 firmas. Sin embargo, solo contaba con el apoyo de al menos el 1 % del padrón electoral en tres estados del país —de 17 requeridos—: Nuevo León, Estado de México y Tabasco. Un mes después, Margarita Zavala también superó el umbral mínimo de firmas, aunque no la dispersión requerida. Igualmente, Armando Ríos Piter superó el número requerido, aunque no la dispersión, a inicios de febrero. Finalmente, para el 19 de febrero de 2018 (fecha límite de recolección de firmas), solo El Bronco, Armando Ríos Piter y Margarita Zavala lograron superar el umbral de firmas y la dispersión del 1 % de la lista nominal en más de 17 estados de la República.

## Elecciones internas

### Partido Acción Nacional
El 14 de junio de 2015, Margarita Zavala, ex primera dama de México, anunció que buscaría la candidatura para 2018 por el Partido Acción Nacional (PAN) o por la vía independiente. El 23 de enero de 2016, lanzó su plataforma política «Yo Con México». El 27 de julio de 2016 se sumó Rafael Moreno Valle Rosas, gobernador de Puebla de 2011 a 2017. Entre otros posibles candidatos se mencionó a Miguel Márquez Márquez, entonces gobernador de Guanajuato, a Ricardo Anaya Cortés, presidente del PAN desde agosto del 2015, y también al exgobernador de Baja California, Ernesto Ruffo Appel. El 4 de abril de 2017 el Gobernador de Veracruz Miguel Ángel Yunes Linares dijo que buscaría la candidatura del 2018 por el PAN. El 8 de mayo de 2017 Juan Carlos Romero Hicks, exgobernador de Guanajuato y senador de la República, hizo pública su aspiración para buscar la candidatura a la Presidencia por el PAN. El 6 de octubre de 2017, Zavala presentó su renuncia al PAN tras 33 años de militancia y anunció sus intenciones de contender como candidata independiente.
En la elección interna del PAN, Anaya como presidente del partido, canceló las votaciones y lo sometió a una recolección de apoyos, acto que criticaron sus adversarios, nombrando su candidatura como el «dedazo disfrazado».

### Partido Revolucionario Institucional
El Partido Revolucionario Institucional (PRI) modificó sus estatutos en la XXII Asamblea para permitir la postulación de un ciudadano sin militancia como su candidato a la presidencia, «siempre y cuando el prestigio y la fama del ciudadano elegido pongan al partido en condición competitiva para ganar». Asimismo, se estipuló que tal persona debía comprometerse con la Declaración de Principios y el Programa de Acción del partido. Sin embargo, se rechazó la propuesta de que el candidato fuera seleccionado por medio de una consulta abierta a los militantes. En octubre de 2017, se eligió la «convención nacional de delegados» como el método de elección del candidato presidencial. En este sentido, el 23 de noviembre, el PRI lanzó la convocatoria para la selección del candidato. El registro de interesados se realizará el 3 de diciembre y el 18 de febrero de 2018 se efectuará la convención de delegados.
Diversos personajes expresaron sus intenciones de obtener la candidatura priista para estos comicios. Ya desde el 28 de marzo de 2016, Ivonne Ortega Pacheco, gobernadora de Yucatán entre 2007 y 2012, anunció que quería «estar en la boleta electoral» de 2018. A ella se sumaron múltiples miembros del gabinete de Enrique Peña Nieto, como el secretario de Gobernación, Miguel Ángel Osorio Chong, el secretario de Educación, Aurelio Nuño Mayer, el secretario de Hacienda, José Antonio Meade Kuribreña, el secretario de Turismo, Enrique de la Madrid Cordero, el secretario de Salud, José Narro Robles, y el secretario de Relaciones Exteriores, Luis Videgaray Caso. En otros potenciales candidatos se llegó a mencionar a Manlio Fabio Beltrones, exgobernador de Sonora entre 1991 y 1997 y expresidente del PRI, y Eruviel Ávila Villegas, exgobernador del Estado de México entre 2011 y 2017.
Aunque en un inicio, José Antonio Meade descartó que los cambios estatutarios fueran un «traje a la medida» para favorecerlo, desde agosto de 2017 se le llegó a considerar «el tapado» del PRI. En noviembre siguiente, se consideró que Videgaray «destapó» a Meade durante un discurso ante el cuerpo diplomático de México, en el que lo comparó con el fundador del partido, Plutarco Elías Calles, por ocupar cuatro secretarías en dos gobiernos. Poco después, Videgaray negó haber destapado a Meade. Por su parte, el presidente Enrique Peña Nieto aseguró al respecto: «Andan bien despistados todos, el PRI no elige a sus candidatos por aplausos». No obstante, el 27 de noviembre, Meade renunció a su cargo y anunció sus intenciones de buscar la candidatura priista. Después de recabar el apoyo de los tres sectores y cuatro organizaciones que conforman el partido, el PRI aprobó que se pudiera registrar como precandidato. El anuncio fue criticado por la oposición y calificado de «dedazo». Meade se registró como precandidato el 3 de diciembre. Poco después, el 6 de diciembre, renunció el secretario de Educación, Aurelio Nuño Mayer, para coordinar la campaña presidencial priista.

### Partido de la Revolución Democrática
Con respecto al Partido de la Revolución Democrática (PRD), el único político que expresó su interés en competir por la presidencia fue Miguel Ángel Mancera, jefe de gobierno de la Ciudad de México electo para el periodo 2012–2018. No obstante, entre otros posibles candidatos se mencionó a Marcelo Ebrard, jefe de Gobierno del Distrito Federal entre 2006 y 2012; Cuauhtémoc Cárdenas Solórzano, jefe de Gobierno del Distrito Federal entre 1997 y 1999 y tres veces candidato a la Presidencia de México; Silvano Aureoles Conejo, gobernador de Michoacán desde 2015 y a Graco Ramírez, gobernador de Morelos desde 2012.

### Partido del Trabajo
En junio de 2017 la dirigencia del Partido del Trabajo (PT) y el III Congreso Nacional Extraordinario del partido Movimiento Regeneración Nacional (Morena) aprobaron competir en conjunto en los comicios de 2018. El 13 de diciembre de 2017 el partido formalizó la coalición «Juntos Haremos Historia» con Morena y el Partido Encuentro Social (PES). Ese mismo día, Andrés Manuel López Obrador se registró como precandidato del PT a la presidencia. Esta es la tercera ocasión que el Partido del Trabajo postula a López Obrador como presidente, tras las elecciones de 2006 y los comicios de 2012, quedando en segundo lugar en ambos casos.

### Partido Verde Ecologista de México
El Partido Verde Ecologista de México (PVEM), a través del senador Pablo Escudero y otros militantes, propusieron como candidato presidencial al senador y coordinador de su bancada en el senado, Carlos Puente, aspiración que aceptó, aunque también mencionó la posibilidad de una alianza con el PRI. Este partido también consideró la posibilidad de unirse al «Frente Amplio Opositor» propuesto por el PAN y el PRD. El 26 de julio de 2017, un grupo de militantes —entre los que se encontraban 24 legisladores y 57 alcaldes— publicaron un desplegado en el cual mencionaron a la maestra Julia Carabias y al ingeniero Cuauhtémoc Cárdenas Solórzano como posibles candidatos presidenciales.
El PVEM trató de integrarse en la coalición opositora entonces llamada Frente Ciudadano por México, aunque finalmente se lograron únicamente alianzas en las elecciones locales. Tras esta situación, el 29 de noviembre de 2017, Carlos Puente —quien había sido elegido como líder nacional del partido— le ofreció a José Antonio Meade Kuribreña la precandidatura de su partido, la cual finalmente fue aceptada por el abanderado priísta el 11 de diciembre.

### Movimiento Ciudadano
En un inicio, por parte de Movimiento Ciudadano se barajó la posibilidad de proponer a Javier Corral Jurado, gobernador de Chihuahua desde 2016, como posible abanderado presidencial de la coalición Por México al Frente para las elecciones del 2018, lo que fue descartado por el mandatario de Chihuahua por encontrarse en funciones. Movimiento Ciudadano (MC) postuló a Ricardo Anaya Cortés como su precandidato a la presidencia de México como parte de la coalición Por México al Frente.

### Partido Nueva Alianza
Dentro del partido Nueva Alianza (PANAL), Gabriel Quadri de la Torre, candidato a la presidencia por este partido en 2012, manifestó su interés de volver a participar como candidato de su partido en los comicios de 2018. La formación política confirmó que consideraba a Quadri como posible candidato en caso de que el partido compitiera en solitario en las elecciones federales, no obstante, la decisión se encontraba sujeta a una eventual alianza con el PRI o con la coalición «Frente Ciudadano por México». Respecto a esta última alianza, las negociaciones terminaron fallando debido a la falta de acuerdos en la designación de candidatos.
El 13 de diciembre de 2017 el partido se integró a la coalición «Todos por México» con el Partido Revolucionario Institucional (PRI) y el Partido Verde Ecologista de México (PVEM), con los cuales compartirá candidato presidencial, luego de que el PRI aprobase la alianza.

### Morena
Morena elegirá su candidato presidencial por medio de una encuesta en la que participará Andrés Manuel López Obrador, presidente del partido y dos veces candidato presidencial. El exdiputado Gerardo Fernández Noroña expresó en noviembre sus intenciones de competir por la candidatura. El mismo mes, durante el Congreso Nacional Extraordinario de Morena, López Obrador presentó el «Proyecto Alternativo de Nación 2018-2024», con el que buscaría por tercera ocasión la presidencia, e indicó que el 14 de diciembre presentaría su propuesta de gabinete. El 12 de diciembre, López Obrador se registró ante la Comisión Nacional de Elecciones de Morena como precandidato y presentó su renuncia a la presidencia del partido. El mismo día, Noroña desistió de sus intenciones de buscar la candidatura. Sin embargo, al día siguiente, se registró como precandidato José Francisco Mendoza Sauceda, capitán de Marina en retiro. «Eso es lo que significa la elección presidencial del 2018, vamos a triunfar, la tercera es la vencida», declaró con respecto a su candidatura.
En agosto de 2016, López Obrador había indicado que su partido no haría alianzas con otros partidos para las elecciones de 2018. Aunque después se apoyó la idea de aliarse al Partido del Trabajo (PT), así como este último decidió aliarse con Morena para la elección del 2018. El PT oficializó su acuerdo de coalición con Morena a inicios de noviembre de 2017 e indicó que registraría la alianza el 4 de diciembre.

### Partido Encuentro Social
El 27 de agosto de 2017, el Partido Encuentro Social (PES) anunció que probablemente contendería con un candidato propio en los comicios presidenciales de 2018, situación que fue confirmada el 4 de noviembre. El 9 de octubre, Alejandro González Murillo, coordinador parlamentario del partido, dio a conocer que su formación política se encontraba en conversaciones con Margarita Zavala para que encabece la propuesta presidencial. También se mencionó a Hugo Eric Flores Cervantes, presidente nacional del partido como otra opción en caso de no prosperar las conversaciones con Zavala u otra personalidad política. Por otro lado, el propio dirigente del partido declaró que el alcalde de Cuernavaca, Cuauhtémoc Blanco, estaba considerado como una opción alternativa para la elección federal, no obstante, Blanco fue designado como candidato a gobernador en la elección estatal de Morelos por la misma organización. En noviembre de 2017 se anunció oficialmente que el partido tenía dos posibles opciones: presentarse en solitario o formar una alianza junto con Morena. Finalmente, el 13 de diciembre de 2017 se anunció que el partido designó a Andrés Manuel López Obrador como su precandidato presidencial, luego de formar una alianza con Morena y el Partido del Trabajo bajo el nombre «Juntos haremos historia».

### Independientes

#### Primeras intenciones
Diversas personas han expresado su interés en buscar una candidatura a la presidencia por la vía independiente. Jorge Castañeda, académico, escritor y Secretario de Relaciones Exteriores durante el sexenio de Vicente Fox que, al igual que Ferriz de Con, ha sugerido una sola candidatura. Como argumentos a favor, señala la dificultad de recopilar las firmas para obtener el registro, considerando que son necesarias poco más de 800,000 en un periodo corto de tiempo y solo pudiendo firmar por una persona, además de las complicaciones que implicaría crear un equipo de trabajo y gabinete en tan poco tiempo, siendo que el registro se obtendría justo antes de comenzar el periodo de campaña. Finalmente, el 8 de mayo de 2017, Castañeda abandonó sus intenciones de presentar una candidatura independiente en favor del proyecto político presentado por el senador Armando Ríos Piter.
También se mencionó la posibilidad de que Jaime Rodríguez Calderón, gobernador independiente de Nuevo León desde 2015, participe.
Aunque lo consideró, Juan Ramón de la Fuente, exrector de la UNAM, negó en marzo de 2016 aspirar a una candidatura.
El Ejército Zapatista de Liberación Nacional (EZLN) y el Congreso Nacional Indígena, durante el Quinto Congreso Nacional Indígena, nombraron, el 28 de mayo de 2017, a María de Jesús Patricio Martínez, médica herbolaria nahua, como vocera del Consejo Indígena de Gobierno y candidata independiente a las elecciones federales del 2018.
Gerardo Fernández Noroña, político y activista, también expresó su interés por participar en la contienda. Aunque, el 14 de septiembre de 2017, se declinó a favor de Andrés Manuel López Obrador.
En una columna de enero de 2017 en El Economista, Roy Campos nombró a quienes calificaba como posibles pero improbables; Denise Dresser, escritora y académica; Emilio Álvarez Icaza, sociólogo y a Carlos Slim, empresario, cuyo nombre recibió atención después de la victoria de Donald J. Trump en la contienda por la presidencia en Estados Unidos, y por una subsecuente comida con este.
El 26 de febrero de 2017, una plataforma ciudadana denominada 'Ahora' anunció sus intenciones de presentar al exsecretario de la CIDH, Emilio Álvarez Icaza como candidato a la Presidencia de la República, ya sea mediante una candidatura independiente, logrando acuerdos con algún partido político o mediante una coalición. El movimiento contó con el apoyo de algunos intelectuales y activistas como Javier Sicilia o la columnista Denise Dresser. El 8 de octubre se retiró de la contienda presidencial por considerar que su candidatura sería «funcional a los intereses y estrategias del PRI», el activista argumentó que el elevado número de propuestas ciudadanas pueden fragmentar el voto opositor.
El senador de la república y ex perredista Armando Ríos Piter, anunció en marzo de 2017 sus intenciones de contender como candidato independiente a la Presidencia de México, el político sumó a su candidatura a Jorge Castañeda,el candidato aseguró que pretendía replicar el modelo del partido francés En Marcha, y se proponía a postular a candidatos independientes: 300 al Congreso, 64 al Senado y 1 a la Presidencia con un programa de izquierda moderada. Al igual que Ferriz de Con y anteriormente Castañeda, consideró que era necesario que únicamente se presente un candidato independiente para lograr no dividir el voto dirigido en contra de los partidos políticos. El representante contó con el apoyo de Jorge Castañeda además de la escritora y periodista Guadalupe Loaeza quien causó controversia al comparar a Ríos Piter con el presidente francés Emmanuel Macron.
Al 14 de octubre, fecha límite para el registro de aspiración ante el INE, un total de 74 personas presentaron al instituto sus intenciones de contender como independientes para la presidencia.
El 6 de octubre, Margarita Zavala anunció su salida del Partido Acción Nacional por diferencias con la directiva nacional del organismo político, entonces Ricardo Anaya, y se registró como independiente seis días después.

#### Registros
El 27 de septiembre de 2017, el periodista Pedro Ferriz de Con fue el primer ciudadano en registrarse ante el INE como candidato independiente para las elecciones presidenciales. Entre el 10 de octubre y el 8 de febrero del año siguiente, debió reunir 866 mil 593 firmas en 17 estados para obtener el registro. Días después, el 4 de octubre, el senador independiente Armando Ríos Piter, también presentó su registro para candidatura independiente ante el INE. Coincidiendo en fecha, el académico de la Universidad Autónoma del Estado de México, Edgar Portillo acudió al INE para presentar su registro formal. El día 7 del mismo mes se registraron María de Jesús Patricio Martínez, representante del EZLN y el CNI, y Jaime Rodríguez Calderón, conocido como «El Bronco», gobernador independiente de Nuevo León.
Solo 3 aspirantes independientes (Jaime Rodríguez Calderón, Margarita Zavala y Armando Ríos Piter) lograron cumplir con los requisitos que el INE estableció; por lo que se esperaba la completa revisión de las firmas para la formalización de sus candidaturas.
El 16 de marzo el INE detectó inconsistencias en la recolección de firmas del aspirante Jaime Rodríguez "El Bronco" y Armando Ríos Piter, que les impedirían llegar a la boleta electoral.
El 23 de marzo, tras su derecho de audiencia de los candidatos en los que pudieron revisar sus apoyos, el INE confirmó que Margarita Zavala era, hasta ese momento, la única candidata independiente en lograr pasar el umbral de firmas necesarias para aparecer en la boleta electoral, luego de que al Jaime Rodríguez recuperará 14 mil apoyos.
A la 1:00 horas del 30 de marzo durante una sesión especial del Consejo General del INE se oficializó la única candidatura independiente; Margarita Ester Zavala Gómez del Campo que sería la primera mujer independiente en llegar a la boleta electoral. Por otro lado, los consejeros descartaron las solicitudes de registro como candidatos Independientes a la Presidencia solicitadas por los demás aspirantes, ya que no cumplieron con los lineamientos y requisitos de apoyos ciudadanos necesarios. El 10 de abril el Tribunal Electoral del Poder Judicial de la Federación votó a favor de sumar a la contienda a Jaime Rodríguez Calderón, luego de una reclamación interpuesta por su abogado Javier Náñez Pro, luego que el INE descartara su candidatura por irregularidades en las firmas de apoyo.
El 16 de mayo de 2018, como resultado de una caída de apoyos y financiamientos, Margarita Zavala hizo pública su renuncia a la candidatura presidencial de México.

## Candidatos
| Partido o coalición | Por México al Frente                  | Todos por México             | Juntos Haremos Historia     | Independiente      | Independiente            |
| ------------------- | ------------------------------------- | ---------------------------- | --------------------------- | ------------------ | ------------------------ |
| Partido o coalición |                                       |                              |                             |                    |                          |
| Candidatos          | Ricardo Anaya Cortés                  | José Antonio Meade Kuribreña | Andrés Manuel López Obrador | Margarita Zavala   | Jaime Rodríguez Calderón |
| Lema                | De frente al futuro, Anaya presidente | Avanzar contigo, unidos      | Juntos Haremos Historia     | Valor es Margarita | Prohibido Rendirse       |

## Campañas

Evolución de los tres principales candidatos en encuestas a partir de enero de 2018.

### Precampañas
El periodo de precampaña inició el 14 de diciembre de 2017. Este se extiende por sesenta días y en él los partidos y alianzas también debían elaborar sus plataformas electorales. En ese tiempo, las formaciones contaron con treinta minutos diarios en las 3111 estaciones de radio y televisión para difusión de propaganda. Esta fue la primera ocasión en la que todas las coaliciones presentaron precandidatos únicos, por lo que el INE no consideró que se vulnerara el principio de equidad en los comicios. No obstante, esta situación acarreó críticas al considerar que hay «ausencia de contienda interna».
En este sentido, el propio consejero presidente del INE, Lorenzo Córdoba, admitió a inicios de febrero de 2018 que la precampaña «sabe mucho a campaña anticipada». En la precampaña, los «precandidatos se dirigen a afiliados, simpatizantes y militantes del partido que los apoya con el objetivo de convertirse en el candidato oficial» y en ella no pueden solicitar el voto, contratar tiempo de televisión y radio, ni rebasar los topes de gastos establecidos en 67 millones 222 mil 417 pesos.

#### Ricardo Anaya
Ricardo Anaya, de la coalición Por México al Frente, comenzó su precampaña con un mitin efectuado en Amealco de Bonfil, Querétaro. En este periodo fue criticado por el presunto enriquecimiento ilícito de su familia por medio de un negocio inmobiliario. Propuso un gobierno de coalición entre los partidos integrantes de la coalición. Igualmente planteó una renta básica universal, incrementar el salario mínimo y un «modelo educativo flexible». Hasta el 28 de enero, fue el precandidato con más gastos 9 millones 689 mil 296.92 pesos, aunque solo había reportado 2 millones 481 mil 830.

#### Andrés Manuel López Obrador
Andrés Manuel López Obrador, de la coalición Juntos Haremos Historia, inició su precampaña con la presentación de parte del que sería su gabinete presidencial, integrado por ocho hombres y ocho mujeres. Entre ellos se destacó a Olga Sánchez Cordero, exministra de la Suprema Corte, como secretaria de Gobernación; Héctor Vasconcelos, diplomático, como secretario de Relaciones Exteriores, y Carlos Manuel Urzúa, investigador y matemático, como secretario de Hacienda. Hasta el 28 de enero, fue el precandidato con menos gastos: 2 millones 915 mil 660.54 pesos e igual cantidad de ingresos.
En este periodo, López Obrador dominó en las encuestas, algunas veces con amplia ventaja con relación al segundo lugar. Llegó a considerar decretar una amnistía para terminar con la violencia en el país. Sin embargo, tal propuesta fue duramente criticada. Igualmente, propuso crear nuevamente la Secretaría de Seguridad Pública, derogar la reforma educativa y establecer un salario para jóvenes que no estudian ni trabajan. Sus críticos lo relacionaron con un presunto intento de Rusia por intervenir en las elecciones y con supuestos apoyos de Elba Esther Gordillo.
Por otra parte, múltiples políticos abandonaron sus partidos para unírsele, como Gabriela Cuevas senadora panista. También se unieron a su campaña Tatiana Clouthier, como coordinadora general, Marcelo Ebrard y Ricardo Monreal, como coordinadores regionales. Cerró su precampaña con un mitin en la ciudad de Guadalajara, Jalisco.
Su candidatura presidencial se oficializó el 18 de febrero.

#### José Antonio Meade Kuribreña
José Antonio Meade, de la coalición Todos por México, empezó la precampaña con un mitin en San Juan Chamula, Chiapas.

### Intercampañas
El periodo de intercampaña se efectuó del 12 de febrero al 29 de marzo. Según la legislación mexicana, en ese tiempo se suspenden los actos proselitistas y los candidatos tienen prohibido hacer llamados al voto y aparecer en anuncios de radio o televisión. Por su parte, los anuncios se limitan a partidos y no coaliciones, por lo que únicamente se permite la difusión de «información ideológica, principios y valores» de las formaciones partidistas. En contraste, a los candidatos sí se les permite reunirse a puerta cerrada con sus equipos, dar entrevistas y emplear sus cuentas de redes sociales «sin que se haga mención al tema electoral». Por otra parte, el INE también determinó prohibir los debates y las mesas redondas entre candidatos, situación que, sumada a la que se calificó de «ambigüedad» en las reglas para este periodo, le acarreó críticas. No obstante, a inicios de marzo, el Tribunal Electoral del Poder Judicial de la Federación (TEPJF) determinó revocar la prohibición y permitir los debates en intercampaña.
Pese a los llamados de Meade, Anaya y Zavala, López Obrador rechazó participar en debates diferentes a los tres pactados por el INE en el periodo de las campañas electorales.

### Campañas
Las campañas electorales iniciaron el primer minuto del viernes 30 de marzo. Horas antes, el INE aprobó las tres candidaturas presidenciales partidistas y la única independiente, la de Margarita Zavala. Anaya y Zavala fueron los primeros en dar inicio a sus campañas, el primero con un hackatón en la Ciudad de México y la última con un mitin en el Monumento a la Independencia de la misma ciudad. Por su parte, López Obrador y Meade hicieron lo propio el domingo 1 de abril, el primero con un acto en Ciudad Juárez y el segundo con un mitin en Mérida.

## Coaliciones electorales

### Juntos Haremos Historia
El 24 de junio de 2017, el Partido del Trabajo aprobó presentarse a las elecciones de 2018 en una alianza electoral con el Movimiento Regeneración Nacional, sin embargo la coalición no había sido registrada oficialmente ante las instancias electorales. Desde Morena se facilitó la alianza como consecuencia de la declinación del candidato del PT Óscar González Yáñez, quien renunció a su candidatura solicitando el voto en favor de Delfina Gómez Álvarez, abanderada morenista en los comicios estatales del Estado de México de 2017.
En un principio se especuló sobre la posibilidad de un frente que agrupara a todos los partidos de izquierda: Morena, PRD, PT y MC. Sin embargo, Andrés Manuel López Obrador rechazó cualquier tipo de acuerdo por diferencias políticas, marcadas especialmente tras las elecciones en el Estado de México, cuando los candidatos del PRD y Movimiento Ciudadano continuaron con sus campañas rechazando apoyar a la candidata de Morena, como lo hizo el Partido del Trabajo. A finales noviembre de 2017, dirigente de Morena y Partido Encuentro Social (PES) anunciaron que estaban en pláticas para formar una posible alianza. En este sentido, Hugo Eric Flores, presidente del PES, afirmó «tenemos dos opciones, ir solos o con Morena».
El 13 de diciembre se oficializó la coalición entre Morena, el PT y el PES bajo el nombre «Juntos haremos historia», tras la firma del convenio se designó a Andrés Manuel López Obrador como precandidato de las tres formaciones políticas. Se trata de una coalición parcial que impulsará a López Obrador como candidato presidencial y, respecto a las elecciones legislativas: a Morena le corresponderá elegir candidatos en 150 distritos electorales federales y 32 distritos al Senado, 75 diputados y 16 senadores para PT y 75 diputados y 16 senadores para el PES. La alianza, sin embargo, recibió críticas por tratarse de una coalición entre partidos de izquierda (Morena y PT) y una formación relacionada con la «derecha evangélica» (PES). Ante esto, la presidenta nacional de Morena Yeidckol Polevnsky mencionó que Morena cree en la inclusión, el trabajo conjunto para «rescatar a México» y que seguirán defendiendo los derechos humanos, por su parte Hugo Eric Flores Cervantes, presidente nacional del Partido Encuentro Social, mencionó que «la única posibilidad de un cambio real en nuestro país es la que esta encabezando Andrés Manuel López Obrador» y que su partido había decidido ponerse «del lado correcto de la historia».

### Por México al Frente
El 4 de septiembre de 2017 se dio a conocer la creación de una coalición rumbo a las elecciones de 2018 bajo el nombre Frente Ciudadano por México, está integrada por los Partidos Acción Nacional, de la Revolución Democrática y Movimiento Ciudadano. La alianza electoral presentará un candidato común en las elecciones con el objetivo de derrotar a los abanderados del PRI y Morena, según los promotores del acuerdo «no es una alianza tradicional de partidos sino un frente amplio, algo mucho más robusto con académicos, intelectuales, organizaciones de la sociedad civil y ciudadanos», incluso algunos dirigentes como Dante Delgado, presidente nacional de MC, han dicho que el acuerdo irá más allá del proceso electoral. El 5 de septiembre el frente fue registrado oficialmente ante el Instituto Nacional Electoral.
Los partidos integrantes han confirmado que la coalición concurrirá a las elecciones presidenciales y en las votaciones para diputados, senadores, en las elecciones locales, el frente se presenta con algunas variantes respecto a la alianza nacional de acuerdo con las situaciones de poder político de cada uno de sus integrantes. Algunos integrantes de los tres partidos habían mostrado su rechazo a la medida y anunciaron que no repetirían esas alianzas en las elecciones locales. La coalición «Por México al Frente» se registró ante el INE el 8 de diciembre de 2017. Un día después, el presidente del PAN, Ricardo Anaya, renunció a su puesto y expresó sus intenciones de ser el candidato de la alianza. El jefe de Gobierno de la Ciudad de México, Miguel Ángel Mancera, que también buscaba esa candidatura anunció el mismo día que desistía de sus aspiraciones presidenciales y criticó el método elegido para seleccionar al candidato.
En un principio se entablaron negociaciones para incluir a los partidos Verde Ecologista de México y Nueva Alianza, en el primer caso únicamente se concretaron acuerdos locales, mientras que con la formación turquesa no hubo ningún acuerdo al existir discrepancias respecto a la selección del candidato presidencial.

### Todos por México
En un principio se especuló la posibilidad de crear una coalición entre el PRI, el Partido Verde, Encuentro Social y Nueva Alianza, luego del éxito de la misma alianza en el Estado de México durante las elecciones estatales de 2017. Por otro lado, Enrique Ochoa Reza, presidente nacional del Partido Revolucionario Institucional aseguró que su organización no descartaba unirse con otras formaciones políticas de cara a las elecciones presidenciales.
Desde las elecciones presidenciales de 2006, el PRI se ha presentado a las votaciones en alianza con el Partido Verde Ecologista de México, sin embargo, en julio del 2017, el PVEM comenzó a plantear la posibilidad de contender por su propia cuenta con el coordinador parlamentario Carlos Puente como candidato, no obstante, los verdes exploraron otras alternativas, incluso desde la organización se llegó a hablar de la posibilidad de unirse al Frente Amplio del PAN, PRD y MC, sin embargo, el partido no fue considerado para el acuerdo final federal, y únicamente se integró a la coalición en algunas elecciones estatales.
Tras el rechazo parcial por parte del frente opositor, ya que únicamente se concretaron acuerdos a nivel local, el PVEM volvió a pensar en su aliado tradicional, especialmente por la apertura del PRI para crear una coalición electoral con los verdes y otras formaciones políticas afines. El 29 de noviembre se confirmó el ofrecimiento por parte de Carlos Puente para entablar una coalición, si bien, la oferta fue dirigida hacia José Antonio Meade Kuribreña, se tomó como una aceptación de la propuesta priísta.
El 11 de diciembre de 2017 se firmó un acuerdo entre el PRI y el Partido Verde para designar a Meade como precandidato común de los dos partidos, por lo que se mantuvo la alianza que ambas formaciones han mantenido desde las elecciones de 2006.
Además del PVEM, se han llevado a cabo negociaciones entre el PRI y Nueva Alianza, partido que estaba preparado para contender por su cuenta, pero abierto a la posibilidad de diálogo con cualquier instituto político. En un principio el PANAL negociaba su adhesión a la coalición «Por México al Frente», sin embargo, las conversaciones fracasaron por desacuerdos respecto a los candidatos, lo que llevó a la posibilidad de una alianza con el PRI y el PVEM.
El 6 de diciembre se celebró una reunión entre Meade y Luis Castro Obregón, dirigente nacional de Nueva Alianza, para entablar pláticas ante un posible acuerdo político en busca de «una posible coalición partidista, social y ciudadana capaz de ganar en las próximas elecciones». El 13 de diciembre, en sesión extraordinaria del Consejo Político Nacional del PRI, se aprobó la coalición con el PVEM y el PANAL. El PRI, PVEM y PANAL registraron su coalición «Meade ciudadano por México» el 14 de diciembre ante el INE y que será encabezada por el precandidato José Antonio Meade. El INE determinó en enero de 2018, que la coalición debía de cambiar su nombre dado que podría generar «condiciones de inequidad en la contienda». El organismo dio diez días a los partidos para notificar el cambio de nombre. La alianza determinó cambiar su nombre a «Todos por México».

## Encuestas

### Elección presidencial

#### Precampañas

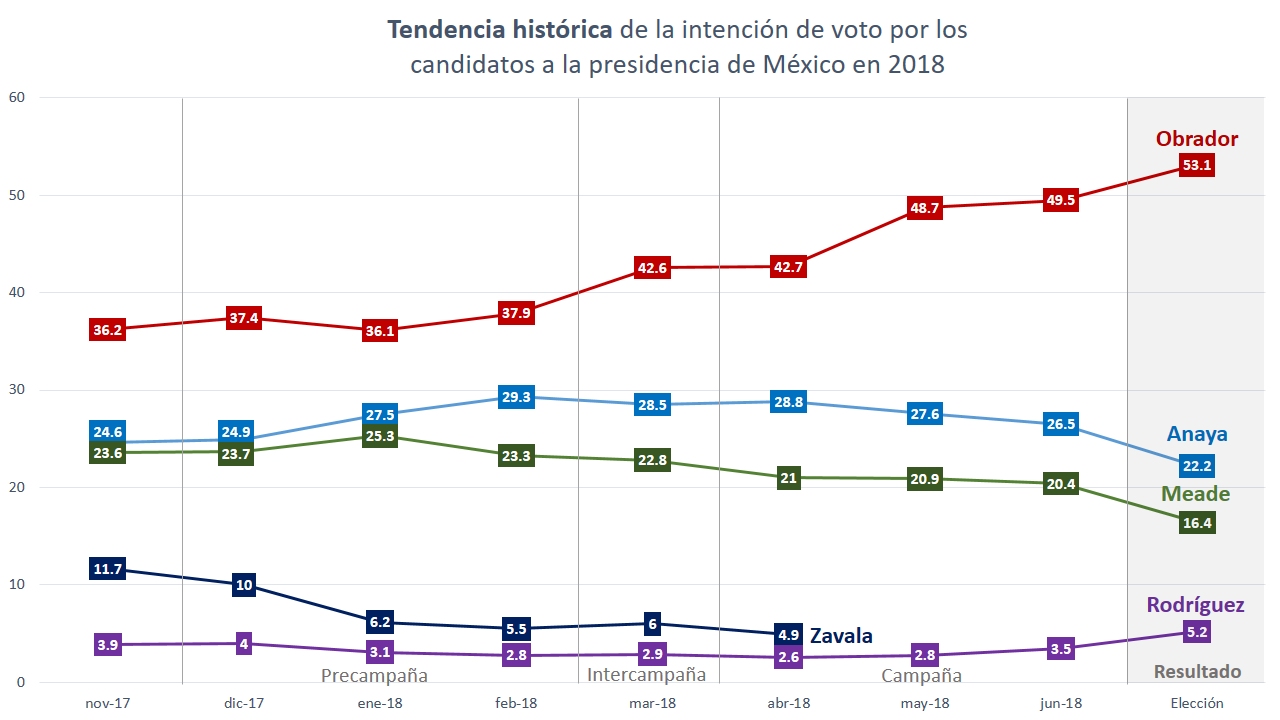
Tendencia histórica de la intención de voto por los candidatos a la presidencia de México en 2018.

A lo largo del periodo de precampañas, López Obrador lideró en la mayoría de las encuestas de intención de voto por candidato para la elección presidencial. En un análisis para El País, Kiko Llaneras analizó el promedio de doce sondeos publicados hasta inicios de febrero de 2018. A partir de los resultados, López Obrador lideraba con el 37 %, seguido de Anaya (27 %), Meade (25 %), Zavala (7 %) y Rodríguez Calderón (3 %). Llaneras indicaba que el candidato morenista contaba «con una ventaja clara, pero no definitiva».
Asimismo, señalaba que el modelo de incertidumbre «dice que el margen de error de las encuestas en México rondaría ahora mismo [7 de febrero de 2018] los 11 puntos». Igualmente, se destacó también el alto nivel de ciudadanos indecisos sobre su voto. En este sentido, el porcentaje de indecisos llegó a registrarse tan alto como 28 % —por encima de todos los precandidatos— según El Heraldo de México. Por su parte, en enero, un sondeo de Buendía & Laredo para El Universal indicaba que 54 % de los encuestados estaba «dudoso de por quién votar».
Al término de las precampañas, López Obrador se mantenía como el mejor posicionado. Su porcentaje de intención de voto varió entre 32 y 38 por ciento, el de Anaya entre 23 y 27 por cierto y el del Meade entre 16 y 22 por cierto. Agregando algunas encuestas posteriores a la finalización de la precampaña, La Silla Rota indicaba que, con base en el promedio de nueve sondeos, el morenista «encabeza los resultados con una diferencia de 7 puntos porcentuales» sobre Anaya: 36.5 % para López Obrador, 29.5 % para Anaya y 25 % de las preferencias para el priista. Mientras que López Obrador ocupó el primer lugar en las nueve encuestas, Anaya alcanzó el segundo en siete y Meade en dos. La diferencia entre primer y segundo lugar varió entre tres —según Suasor— y trece puntos —según Parametría—.

#### Intercampañas
En este sentido, en un segundo análisis para El País, Llaneras reportaba el 2 de marzo que un promedio de sondeos mantenía a López Obrador al frente (38 %) seguido de Anaya (29 %), Meade (24 %), Zavala (6 %) y Rodríguez Calderón (3 %). No obstante, indicaba que Anaya fue el «el más beneficiado» de los «movimientos de coordinación». En sus palabras, el panista «podría crecer» a costa de los candidatos independientes y de «un posible voto de rechazo contra López Obrador». También destacaba que este último «se impone sobre Anaya por 10 puntos, pero su ventaja sobre Meade sería el doble: 21 puntos». La tendencia a favor de López Obrador se mantuvo durante las intercampañas. Una estimación de Bloomberg a inicios de marzo le daba un 42.2 % de intención de voto, su segundo nivel más alto desde el 43.50 % registrado el 18 de diciembre de 2017. Asimismo, colocaba a Anaya en segundo lugar (27.4 %) y a Meade en tercero (20.6 %).
En febrero de 2018, el morenista fue también quien recibió «mayor cobertura mediática [...] [y] fue del que mejor se habló». Mientras que Anaya enfrentó la mayor cobertura negativa, por la denuncia de lavado de dinero en su contra. Con respecto a la confianza en las encuestas, un sondeo de El Financiero encontró que, aunque un 60 % de los encuestados mostraba interés en conocer los resultados, un 56 % no confiaba en ellos. En resumen, el estudio concluye que «el interés sobrepasa a la credibilidad». Según El Diario de Juárez, a mediados de marzo el morenista acumulaba 39.4 % de intención de voto («intervalo de confianza» de 36.4 y 42.2), seguido del panista con 28.6 % y el candidato priista con 22.1 %. Casi al término de las intercampañas e inicio de las campañas electorales, Bloomberg estimaba un 42.4 % de intención de voto para López Obrador, 24.9 % para Anaya y 22.8 % para Meade.
En un tercer análisis de El País, el promedio de encuestas daba un 41.2 % a Obrador, 28 % al candidato panista y 22 % a Meade. Asimismo, la primera predicción electoral de ese medio estimaba en 79 % las posibilidad de ganar del morenista, 16 % las de Anaya y 5 % las del priista. Además, con respecto al análisis de las encuestas, se estimó una reducción de los indecisos del 25 % al 21 %. No obstante, su autor aclaraba que «[l]a victoria de López Obrador es casi tan probable como lanzar un dado y evitar el seis [y] eso no es una certeza [...]». Otro análisis, de Newsweek en Español, con base en veinticinco encuestas publicadas entre noviembre de 2017 y marzo de 2018, estimaba una intención de voto al 22 de marzo de 38 a 46 % para López Obrador, 23 a 30 % para Anaya Cortés y 21 a 28 % para Meade Kuribreña, así como un 95 % de probabilidades de ganar para el primero, 3 % para el segundo y 1 % para el tercero.

#### Campañas
En abril, El País reportó en su tercer análisis y su segunda predicción electoral un incremento de dos puntos porcentuales en el promedio de votos para López Obrador y de seis en sus posibilidades de victoria. El promedio de encuestas colocaba a Obrador a la cabeza con 43 %, seguido de Anaya con 28 % y Meade con 22 %. Por otra parte, se daban 85 % de posibilidades de victoria al morenista, aunque se aclaraba que el margen de error «supera los 16 puntos para un candidato con el 40 % de votos [...] [por lo que] no tiene garantizada su victoria». Al analizar datos de nueve encuestadoras «que hicieron dos o más sondeos desde diciembre [de 2017]», Llaneras detectó un crecimiento para López Obrador, un retroceso para Anaya y un estancamiento para Meade.
A mediados de mes, la encuesta de Parametría, según Forbes, indicaba que la inclusión de Jaime Rodríguez Calderón en la contienda electoral no tenía «un impacto significativo en las preferencias electorales» y le daba un 2 % de intención de voto. Por su parte, en las encuestas publicadas en abril la diferencia entre el primer y segundo lugar varió entre los nueve puntos según El Universal y los veintidós puntos reportados por Reforma. Previo al primer debate presidencial, la estimación de Bloomberg colocaba a López Obrador al frente con una intención de voto efectiva de 46.6 %, seguido de Anaya con 27.9 % y Meade con 18.6 %. Por su parte, la encuesta de encuestas de Newsweek en Español, basada en 34 encuestas nacionales, estimó una intención de voto al 19 de abril de 45 % para el morenista, 27 % para el panista y 20 % para el candidato priista y 99 % de probabilidades de ganar para el primero.
El 23 de abril, una encuesta de Reforma arrojó que el 36 % de los 245 ciudadanos interrogados consideraron a Anaya el ganador del debate, seguido de López Obrador con 34 %. En este sentido, para 32 % de los 436 encuestados por El Financiero también el panista fue el ganador, seguido del morenista con 29 %. En contraste, 40.95 % creyó que ganó López Obrador y 39.68 % Anaya en la encuesta de Massive Caller y en un estudio de 24 Horas, para 38 % el ganador fue Meade y para 26 % Obrador. La encuesta de Reforma del 2 de mayo, una de las primeras publicadas tras el primer debate, mantenía a López Obrador a la cabeza con una diferencia de dieciocho puntos con Anaya, quien registró un crecimiento de cuatro puntos con respecto a la medición previa del mismo periódico. En el caso del segundo debate, las encuestas de Conteo y Numerus, publicadas por Quadratin y 24 Horas, respectivamente, dieron por ganador al candidato priista. En contraste, Massive Caller reveló que una mayoría de sus encuestados consideraron a Anaya Cortés el ganador. Finalmente, la empresa Global Media Servicios dio como vencedor del debate a López Obrador con un 43 %.
Un cuarto análisis de Kiko Llaneras y Javier Lafuente para El País arrojó un aumento en la intención de voto para López Obrador (48 %) y 92 % de posibilidades de ganar al 3 de junio. En palabras de los analistas, los debates no «han mermado su posición en las encuestas». No obstante, también en esa ocasión, aclararon que la victoria lopezobradorista no «es una certeza». En total, la intención de voto, basada en un promedio de encuestas, daba a Obrador 48.2 %, 27.5 % a Anaya y 19.5 % a Meade. Por su parte, una actualización al 31 de mayo de la encuesta de encuestas de GPPolls colocó en 52 % la intención de voto del candidato morenista y 99.99 % su probabilidad de ganar. De forma similar, a finales de mayo, en la estimación de Bloomberg, Obrador superó el 50 % de intención de voto (52.8 %), seguido del panista con 25.7 %, Meade con 19.1 % y Calderón con 2.7 %.
Las últimas encuestas publicadas antes de la veda electoral mantenían una ventaja para el candidato morenista de hasta 32 puntos porcentuales. Según Reforma, López Obrador cerró la campaña electoral con el 51 % de intención de voto, seguido de Anaya Cortés con 27 % y 19 % para Meade Kuribreña. Por su parte, Parametría registró en su última encuesta una preferencia bruta de 45 %, 19 % y 15 %, respectivamente. En contraste, en la encuesta de El Financiero, que colocó al morenista a la cabeza con 54 % de las preferencias, el priista llegó al segundo lugar con 22 %, seguido del panista con 21 %. En su último análisis para El País, Llaneras afirmó que el promedio de sondeos daban a Obrador el 49 % de la intención de voto (una ventaja de 22 puntos con el segundo lugar), 97 % de posibilidades de ganar y un margen de error de hasta once puntos. Aunque no descartó un escenario diferente en las elecciones, aclaró que «un error de 20 puntos [de las encuestas] es poco frecuente».
En sus últimas actualizaciones, realizadas el 27 de junio, el «Barómetro Electoral Bloomberg» daba un 51.2 % de intención de voto a López Obrador y 25.5 % a Anaya Cortés, Oraculus un 48.8 % y un 26.9 %, respectivamente, Newsweek y GPPolls 49 % al primero y 25 % al segundo. Estos últimos también indicaron que el morenista tenía 99.9 % de «probabilidad de triunfo».

### Elección legislativa

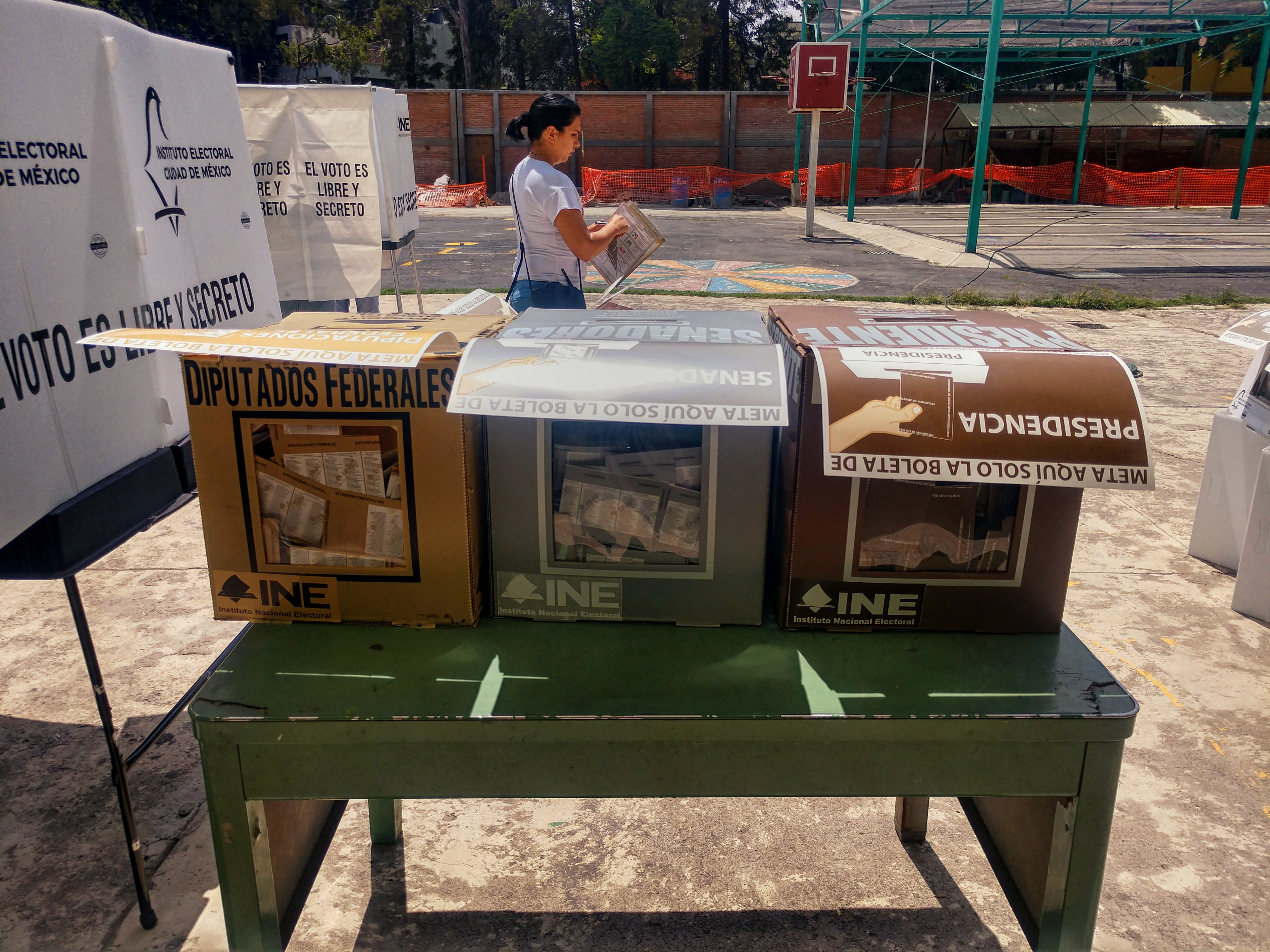
Urnas con votos el 1 de julio de 2018. Ciudad de México, México.

Una proyección publicada a inicios de febrero de 2018, en la que se analizaban 32 encuestas para senadores aplicadas en los estados de México y se consideraban únicamente escaños por mayoría relativa y primera minoría, se estimó que la coalición «Juntos Haremos Historia» se encontraría a la cabeza con un total de 48 legisladores, seguida de «Por México al Frente» con 36 y «Todos por México» con diez. La suma final de 96 senadores se completaba con un total de dos independientes. De acuerdo con la misma proyección, de las cinco circunscripciones, las primeras dos serían las que más votos darían a la alianza «Por México al Frente», mientras que en las últimas tres dominaría «Juntos Haremos Historia». Con respecto a la Cámara de Diputados, una encuesta de Consulta Mitofsky y El Economista publicada en mayo proyectaba que Morena sería la primera fuerza con entre 115 y 142 diputados, seguido del PAN con entre 94 y 116 escaños y el PRI con entre 54 y 72. En términos de coaliciones, «Juntos Haremos Historia» sumaría entre 195 y 262 diputados.

## Resultados

### Presidente de la República
|  | 44.49 % |

|  | 53.19 % |

|  | 6.00 % |

|  | 2.70 % |

|  | 17.66 % |

|  | 22.28 % |

|  | 2.83 % |

|  | 1.79 % |

|  | 13.56 % |

|  | 16.41 % |

|  | 1.86 % |

|  | 0.99 % |

|  | 5.23 % |

|  | 0.06 % |

|  | 0.06 % |

|  | 97.22 % |

|  | 2.78 % |

|  | 100.00 % |

|  | 63.43 % |

#### Resultado por estados
| Estados             | Anaya      | Meade     | López Obrador | Zavala | Rodríguez | No registrados | Nulos     | Total      |
| ------------------- | ---------- | --------- | ------------- | ------ | --------- | -------------- | --------- | ---------- |
| Aguascalientes      | 178,988    | 103,639   | 222,528       | 547    | 40,299    | 391            | 14,714    | 561,106    |
| Baja California     | 275,503    | 124,225   | 918,939       | 479    | 89,823    | 1,252          | 28,201    | 1,438,422  |
| Baja California Sur | 56,794     | 28,202    | 193,842       | 404    | 16,766    | 235            | 6,645     | 302,888    |
| Campeche            | 54,417     | 96,584    | 275,262       | 209    | 11,194    | 146            | 11,735    | 449,547    |
| Coahuila            | 307,590    | 358,279   | 609,362       | 730    | 71,051    | 437            | 24,367    | 1,371,816  |
| Colima              | 56,428     | 62,004    | 197,316       | 346    | 15,753    | 200            | 9,062     | 341,109    |
| Chiapas             | 198,117    | 562,863   | 1,485,699     | 1,697  | 39,607    | 580            | 137,087   | 2,425,650  |
| Chihuahua           | 425,919    | 240,725   | 643,652       | 1,604  | 132,242   | 1,717          | 48,846    | 1,494,705  |
| Ciudad de México    | 1,292,623  | 652,073   | 3,118,478     | 3,054  | 223,261   | 4,793          | 111,586   | 5,405,868  |
| Durango             | 187,947    | 141,291   | 340,829       | 636    | 46,009    | 215            | 16,788    | 733,715    |
| Guanajuato          | 940,133    | 381,692   | 707,222       | 1,655  | 223,214   | 1,859          | 69,232    | 2,325,007  |
| Guerrero            | 217,838    | 285,799   | 1,018,163     | 277    | 24,531    | 362            | 66,168    | 1,613,138  |
| Hidalgo             | 188,028    | 257,548   | 850,863       | 473    | 59,630    | 454            | 37,916    | 1,394,912  |
| Jalisco             | 1,179,300  | 509,157   | 1,461,348     | 3,152  | 246,924   | 2,954          | 96,988    | 3,499,823  |
| México              | 1,549,824  | 1,548,662 | 4,373,267     | 3,092  | 383,684   | 4,653          | 176,978   | 8,040,160  |
| Michoacán           | 443,805    | 335,854   | 991,154       | 1,176  | 122,469   | 1,097          | 85,400    | 1,980,955  |
| Morelos             | 142,553    | 99,506    | 638,689       | 680    | 60,083    | 510            | 26,169    | 968,190    |
| Nayarit             | 79,818     | 66,447    | 315,816       | 280    | 10,382    | 183            | 11,750    | 484,676    |
| Nuevo León          | 703,866    | 315,379   | 748,104       | 2,000  | 360,050   | 1,931          | 47,432    | 2,178,762  |
| Oaxaca              | 221,686    | 342,108   | 1,260,562     | 931    | 39,020    | 548            | 64,602    | 1,929,457  |
| Puebla              | 618,397    | 490,737   | 1,754,596     | 1,562  | 113,461   | 1,509          | 102,525   | 3,082,787  |
| Querétaro           | 347,664    | 150,927   | 424,162       | 1,347  | 72,905    | 855            | 27,501    | 1,025,361  |
| Quintana Roo        | 116,031    | 76,758    | 488,434       | 361    | 29,441    | 424            | 16,207    | 727,656    |
| San Luis Potosí     | 334,763    | 260,211   | 527,546       | 717    | 82,956    | 677            | 51,722    | 1,258,592  |
| Sinaloa             | 163,956    | 234,416   | 834,001       | 475    | 29,173    | 470            | 31,809    | 1,294,300  |
| Sonora              | 167,273    | 181,059   | 651,806       | 858    | 63,800    | 505            | 26,366    | 1,091,667  |
| Tabasco             | 91,342     | 107,538   | 961,710       | 378    | 9,749     | 279            | 29,849    | 1,200,845  |
| Tamaulipas          | 475,201    | 228,386   | 786,210       | 1,143  | 110,246   | 531            | 33,933    | 1,635,650  |
| Tlaxcala            | 66,729     | 74,744    | 433,127       | 213    | 25,941    | 276            | 12,392    | 613,422    |
| Veracruz            | 1,050,599  | 471,313   | 2,059,209     | 1,224  | 132,737   | 1,307          | 98,061    | 3,814,450  |
| Yucatán             | 320,144    | 324,055   | 455,216       | 384    | 39,111    | 333            | 25,509    | 1,164,752  |
| Zacatecas           | 156,844    | 177,672   | 366,371       | 659    | 36,220    | 299            | 23,574    | 761,639    |
| Voto en el exterior | 26,344     | 4,613     | 63,863        | 0      | 1,868     | 269            | 1,513     | 98,470     |
| Total               | 12,610,120 | 9,289,853 | 30,113,483    | 32,743 | 2,961,732 | 31,982         | 1,571,114 | 56,611,027 |

### Cámara de Senadores
|  | 41.17 % |

|  | 1.24 % |

|  | 3.98 % |

|  | 0.10 % |

|  | 2.43 % |

|  | 3.51 % |

|  | 43.08 % |

|  | 47.58 % |

|  | 44.99 % |

|  | 18.35 % |

|  | 1.12 % |

|  | 5.49 % |

|  | 0.18 % |

|  | 4.88 % |

|  | 1.07 % |

|  | 26.59 % |

|  | 28.72 % |

|  | 28.96 % |

|  | 16.57 % |

|  | 7.21 % |

|  | 4.67 % |

|  | 2.24 % |

|  | 2.40 % |

|  | 1.11 % |

|  | 13.36 % |

|  | 23.64 % |

|  | 23.92 % |

|  | 2.07 % |

|  | 0.06 % |

|  | 0.06 % |

|  | 95.86 % |

|  | 95.10 % |

|  | 4.14 % |

|  | 4.90 % |

|  | 100.00 % |

|  | 100.00 % |

|  | 63.52 % |

|  | 63.01 % |

### Cámara de Diputados
|  | 38.80 % |

|  | 1.24 % |

|  | 5.08 % |

|  | 0.10 % |

|  | 2.50 % |

|  | 3.51 % |

|  | 43.08 % |

|  | 46.38 % |

|  | 44.99 % |

|  | 18.68 % |

|  | 1.12 % |

|  | 5.49 % |

|  | 0.18 % |

|  | 4.60 % |

|  | 1.07 % |

|  | 26.59 % |

|  | 28.77 % |

|  | 28.96 % |

|  | 17.22 % |

|  | 7.21 % |

|  | 4.99 % |

|  | 2.24 % |

|  | 2.57 % |

|  | 1.11 % |

|  | 13.36 % |

|  | 24.78 % |

|  | 23.92 % |

|  | 2.07 % |

|  | 0.06 % |

|  | 0.06 % |

|  | 96.02 % |

|  | 95.10 % |

|  | 3.98 % |

|  | 4.90 % |

|  | 100.00 % |

|  | 100.00 % |

|  | 63.21 % |

|  | 63.01 % |

## Controversias

### Asesinatos de políticos
Desde el inicio del proceso electoral en septiembre de 2017 y hasta el 27 de junio de 2018, un total de 133 políticos fueron asesinados en 26 estados de México, principalmente en Oaxaca y Guerrero, cada uno con 26 homicidios. De la cifra, 28 eran precandidatos o aspirantes, 20 candidatos registrados y el resto ediles y exediles, diputados, dirigentes y militantes partidistas. En su mayoría miembros del PRI (45), seguido de Morena (20), PRD (18) y PAN (14). También se registraron 548 agresiones —incluidos los 133 asesinatos—, 47 intentos de homicidio y 50 muertes de familiares de políticos. A mediados de junio, en un comunicado conjunto la Unión Europea (UE) y las embajadas de Noruega y Suiza expresaron su preocupación por la violencia en el proceso comicial y lamentaron los decesos.

### Intervención extranjera
En múltiples ocasiones se ha acusado a otros países de intentar intervenir en el proceso electoral mexicano. En abril de 2017, John Kelly, entonces secretario de Seguridad Nacional de Estados Unidos, declaró que la elección de un presidente izquierdista en México «no sería bueno para Estados Unidos o México». Se cree que la declaración fue en referencia a López Obrador y causó polémica al considerarse un intento por influenciar en su contra. Más tarde en diciembre de ese año, H. R. McMaster, asesor de Seguridad Nacional de la Casa Blanca, aseguró que Rusia había lanzado una campaña «para influir en la elección presidencia de México de 2018 y suscitar la división», sin definir los métodos empleados en la supuesta interferencia y sin indicar el candidato que sería favorecido por el Kremlin. En este sentido, en enero siguiente, el periodista León Krauze también alertó por la posible injerencia rusa.
Además, Frida Ghitis de The Washington Post coincidió e indicó que Rusia apoyaba a López Obrador. Igualmente, Enrique Ochoa Reza, presidente del PRI, afirmó sin evidencias que los «intereses rusos y de Venezuela» apoyaban al candidato izquierdista. En respuesta, López Obrador se burló de los rumores del apoyo ruso. Por su parte, el INE rechazó que Rusia o algún agente externo pudiera intervenir en los comicios. «No tenemos [...] ninguna evidencia de que ninguno de los candidatos a la Presidencia de la República esté recibiendo un apoyo de esta naturaleza», indicó Marco Baños, consejero electoral. Asimismo, Serguéi Lavrov, ministro de Exterior ruso, negó los rumores de intervención.
Por otra parte, en el mismo enero, aparecieron muros con mensajes a favor de López Obrador, firmados por el Partido Socialista Unido de Venezuela (PSUV), en algunas ciudades de Venezuela. No obstante, Morena calificó la situación de «guerra sucia» y el PSUV rechazó ser autor de los mensajes. «No es política ni del Partido Socialista de Venezuela ni del gobierno bolivariano inmiscuirse en la política interna de ningún país», aseguró al respecto Jacobo Torres, vicepresidente internacional del partido. Además, en una entrevista para la revista Líder México, el estratega derechista venezolano JJ Rendón declaró que haría «todo lo que esté a mi alcance dentro de la ley, para que AMLO no llegue a la presidencia». Previamente, Rendón trabajó para el PRI durante la campaña presidencial de Peña Nieto en 2012. La alianza de medios de comunicación Verificado 2018 comprobó que se han propagado en redes sociales noticias falsas de esta intervención de Venezuela en favor de López Obrador, resultando ser manipulaciones digitales.

### Posible fraude del PRI
En diciembre de 2017, Regeneración advirtió sobre la posibilidad de que el PRI cometiera fraude electoral, indicando que la controversial Ley de Seguridad Interior podría ser el medio para reducir las protestas por el potencial fraude. Por su parte, Bloomberg apoyó esa teoría y en un artículo suyo, Tony Payan, director del Centro México del Instituto Baker de la Universidad Rice, sugirió que eran posibles la compra de votos y los ataques informáticos. La nota también insinuó que Meade podría estar recibiendo apoyos indebidos del presupuesto destinado a la publicidad oficial del presidente Peña Nieto. El mismo mes, The New York Times reportó que Peña Nieto había gastado cerca de dos mil millones de dólares en publicidad a lo largo de sus cinco años en el cargo, la cifra más alta gastada por cualquier mandatario mexicano. Además, el artículo mencionaba preocupaciones sobre el 68% de periodistas que admitían no creer tener suficiente libertad de expresión. Para apoyar su postura, el medio citaba a Carmen Aristegui, despedida después de revelar el escándalo de la Casa Blanca de Peña.

### Irregularidades en acopio de firmas
El 11 de enero de 2018, el INE anunció una investigación sobre irregularidades en la recolección de firmas en aspirantes a candidaturas independientes a la Cámara de Diputados. Se informó que algunos problemas incluían el registro de apoyos con fotocopias de la credencial de elector y no la original o el uso de licencias de manejo y similares. Cuatro días después, se dio a conocer que 28 de los 65 aspirantes habían recolectado fraudulentamente las firmas. Con base en una muestra de 900 firmas, se confirmó que 24 presentaban «inconsistencias o irregularidades» que llevaron a la revisión del total de firmas. En esta ocasión, el uso de credenciales no válidas, fotocopias y la simulación eran los errores más comunes. También se descubrió la obtención de apoyos de forma ilegal por parte de los aspirantes por medio de la «usurpación y la compra-venta de credenciales de elector» y se sospechó de la compra de padrones electorales. Por las irregularidades, la Comisión de Prerrogativas y Partidos Políticos del INE determinó negar el registro a 23 aspirantes que habían logrado el número de firmas necesario.

### Robo y destrucción de boletas electorales
El 28 de junio de 2018, el INE informó que 34 paquetes electorales —cinco federales y veintinueve locales— habían sido robados o destruidos en varios estados del país. Los incidentes registrados que involucraron robo o destrucción de boletas electorales incluyeron a Macuspana, Tabasco, en donde se denunció el robo de 11 mil 025 boletas contenidas en cinco paquetes electorales —dos federales y tres locales—. Por otra parte, en San Juan Quiahije, Oaxaca, se robaron y quemaron durante su traslado 8204 boletas; en Coatzacoalcos, Veracruz, se reportó el robo, por parte de personas armadas, de 2800 boletas; en Tamaulipas se incendió el domicilio de un funcionario de casilla con lo que también se destruyó papelería electoral; en Huixtán, Chiapas se reportó el robo de casi 600 boletas para la elección local, y en Tlaxcala se sustrajo un paquete con 732 boletas. Por lo anterior, las autoridades electorales ordenaron reimprimir las boletas e identificar los folios de las robadas para anularlas e impedir su uso durante los comicios.

### Cancelación de casillas

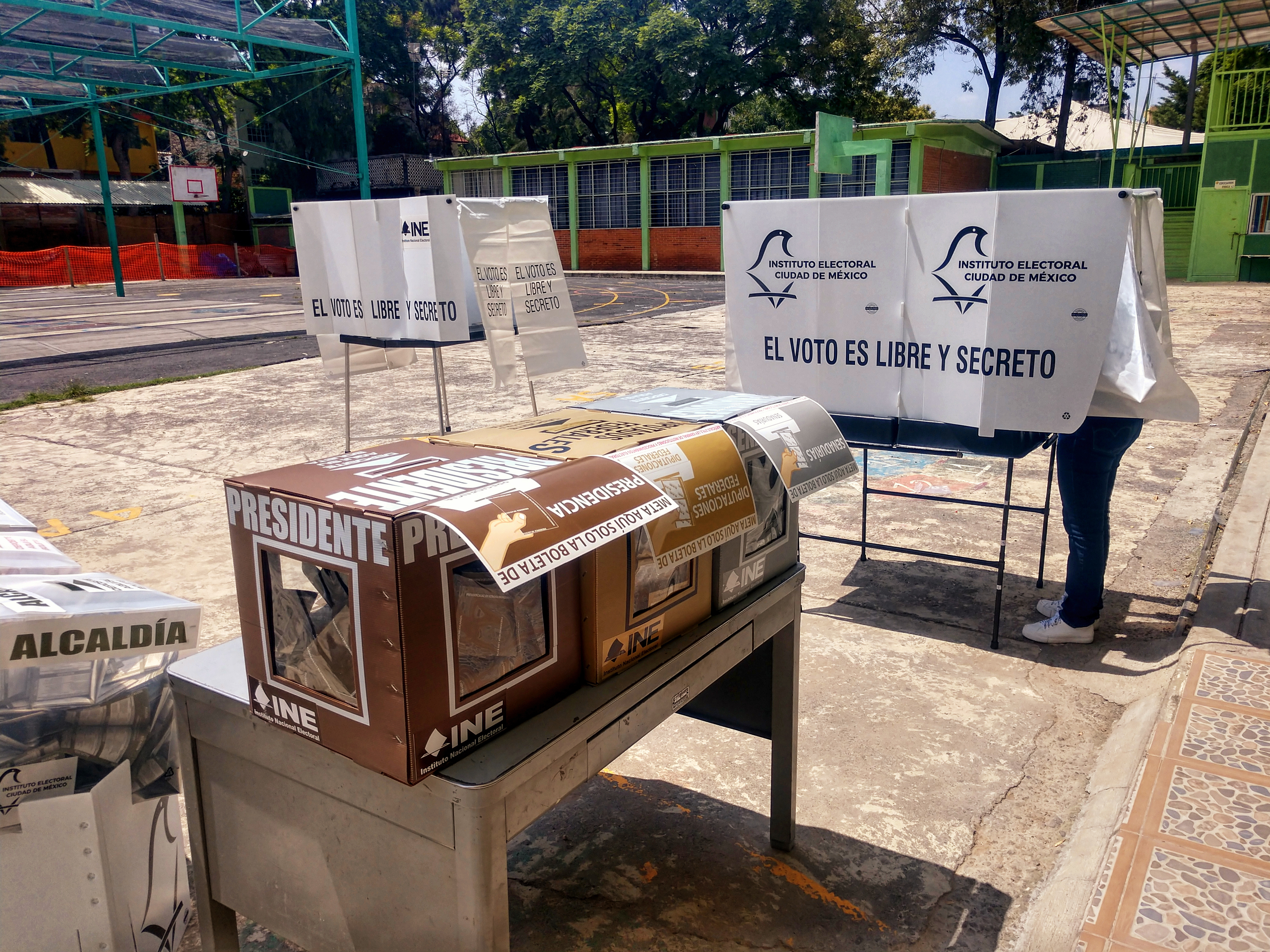
Urnas y casillas de la elección del 1 de julio de 2018. Ciudad de México, México.

En los días previos a las elecciones se comenzó a anunciar la cancelación de casillas en diversos estados. El 28 de junio de 2018, el INE dio a conocer que no instalaría doce casillas electorales en la región norte del estado de Jalisco, en concreto en los municipios de Bolaños y Mezquitic, esto como consecuencia de un conflicto territorial entre la comunidad huichol y ganaderos del vecino estado de Nayarit. Como consecuencia de ello, en el primer municipio únicamente se instalaron cuatro de las diez casillas planificadas; mientras que en el segundo se colocaron 18 de los 24 centros de votación previstos inicialmente, la decisión fue confirmada el 30 de junio.
Por otro lado, el 28 de junio miembros de la comunidad purépecha se movlizaron en Michoacán para demostrar su inconformidad con la instalación de casillas al asegurar que actuaban «en defensa de la libre autodeterminación de las comunidades originarias», las manifestaciones se presentaron mediante bloqueos carreteros principalmente. El mismo día, el INE anunció que no instalaría 45 casillas que se tenían planificadas. Posteriormente, las autoridades electorales lograron iniciar el proceso de instalación con la ayuda de las autoridades policiacas, sin embargo, vecinos de Nahuatzen sustrajeron parte del material de votación, por lo que el 30 de junio se amplió a 62 el número de centros de votación cancelados por el INE en nueve localidades de siete municipios – Paracho, Charapan, Chilchota, Nahuatzen, Quiroga, Tingambato y Cherán –.
Además, el 27 de junio, se confirmó que tampoco se instalarían casillas de votación en el municipio de Tila, en Chiapas, tras llegar a un acuerdo entre habitantes locales y las autoridades electorales.

### Operación Berlín
Operación Berlín es el nombre que dio el medio digital Eje Central a una operación mediática realizada de 2017 a 2018 con el fin de desprestigiar al entonces candidato presidencial Andrés Manuel López Obrador (AMLO) con miras a las elecciones federales de México de 2018. Distintos participantes señalaron al escritor Enrique Krauze como artífice de la misma y la participación de la revista Letras Libres y a posibles patrocinadores a empresarios como Francisco Agustín Coppel Luken de Coppel y Alejandro Ramírez Magaña de Cinépolis. En tanto Krauze negó su participación en la trama, algunos de los colaboradores señalados en el reporte confirmaron su realización e incluso expresaron arrepentimiento público.

## Reacciones

### Nacionales

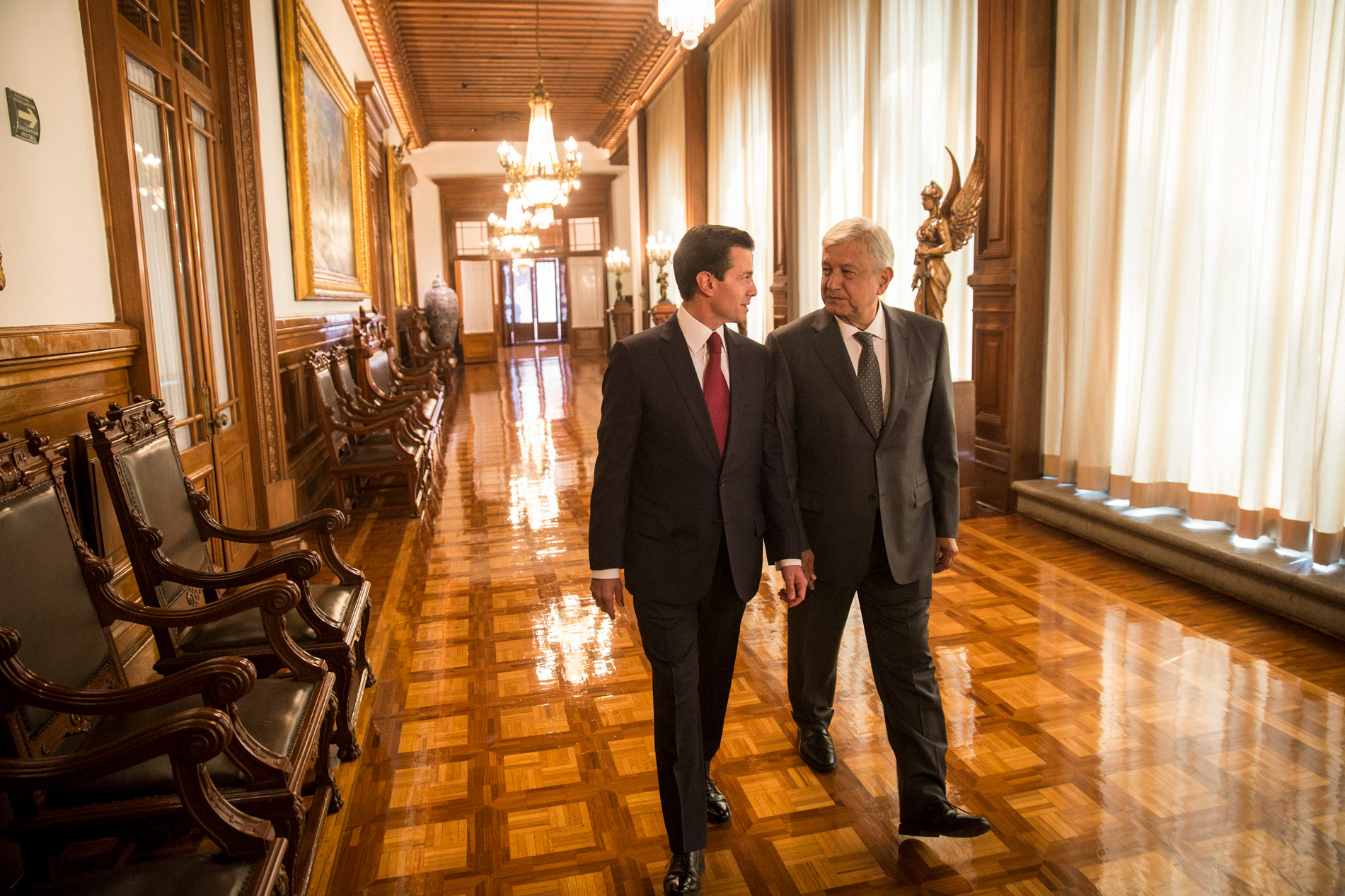
Reunión entre Peña Nieto y López Obrador en Palacio Nacional, 3 de julio.

La noche de la elección, en un mensaje el presidente Peña Nieto reconoció que los resultados preliminares daban la ventaja a López Obrador, aunque aclaró que sería necesario esperar a la conclusión de los cómputos distritales y la declaración de validez. Sin embargo, detalló que se comunicó con Obrador para expresarle sus felicitaciones y externarle el apoyo del gobierno para realizar una «transición ordenada y eficiente».
El 22 de agosto, el presidente Peña Nieto afirmó que la derrota del PRI se debe a un clima antisistémico y que «Meade no funcionó», justificando que su gobierno no fue el responsable de la derrota.
Luego del cierre de las casillas y de que se conocieran los resultados de las encuestas de salida, Meade Kuribreña, Anaya Cortés y Rodríguez Calderón admitieron su derrota. Los tres también reconocieron a López Obrador como el ganador de los comicios.

### Internacionales
- Bolivia: El presidente de Bolivia, Evo Morales, envió una «calurosa felicitación» al ganador, cuya victoria «escribirá una nueva página en la historia de dignidad y soberanía latinoamericana».
- Colombia: El mandatario colombiano, Juan Manuel Santos, también resaltó su deseo de que se mantuvieran las «excelentes relaciones que hemos tenido entre nuestros dos países».
- Venezuela: Nicolás Maduro, dirigente venezolano, consideró que con López Obrador «triunfa la verdad por encima de la mentira y se renueva la esperanza de la Patria Grande».[324]
- Argentina: El Ministerio de Relaciones Exteriores y Culto de Argentina felicitó al «pueblo y al Gobierno mexicano» por las elecciones, destacó «esta nueva expresión de madurez democrática» y reafirmó su «disposición y voluntad e continuar trabajando para profundizar la relación bilateral».
- El Salvador: El presidente de El Salvador, Salvador Sánchez Cerén, expresó sus «sinceras felicitaciones» al ganador y afirmó que con él «seguiremos fortaleciendo los profundos lazos de amistad».[324]
- Canadá: En un comunicado, Justin Trudeau, primer ministro canadiense, felicitó a López Obrador y aseguró que esperaba «trabajar muy de cerca con el presidente electo [...] su administración y el Congreso mexicano para construir una vibrante alianza entre los dos países».[325]
- Chile: La mandataria chilena, Michelle Bachelet, sumó a sus felicitaciones a Claudia Sheinbaum por ser la «primera mujer Jefa de Gobierno de Ciudad de México» y les deseó «éxito liderando los importantes cambios sociales que los mexicanos/as buscan y se merecen».
- República Dominicana: Por medio de su portavoz, el presidente de República Dominicana, Danilo Medina, felicitó a Obrador y externó sus deseos de fortalecer «nuestras tradicionales relaciones bilaterales».[324]
- Estados Unidos: Donald Trump, presidente estadounidense, también se unió a las felicitaciones y añadió su «enorme interés por trabajar con él».[326]
- España: El mandatario español, Pedro Sánchez, esta victoria «abre una etapa nueva de ilusión y esperanza».[327]

### Organismos internacionales
- Unión Europea: La portavoz de la Unión Europea para Asuntos Exteriores, Maja Kocijancic, manifestó las intenciones de la comunidad de trabajar con el «presidente electo» y su «futuro gobierno para impulsar nuestra alianza estratégica». Sin embargo, también instó a que se llevaran a cabo «investigaciones rápidas y transparentes» por los asesinatos de candidatos y periodistas durante los meses previos a las votaciones.[328]